# Kembang (Nanggulan)
Kembang is een bestuurslaag in het regentschap Kulon Progo van de provincie Jogjakarta, Indonesië. Kembang telt 4384 inwoners (volkstelling 2010).